# Scutigera complanata
Scutigera complanata är en mångfotingart som beskrevs av Haase 1887. Scutigera complanata ingår i släktet Scutigera och familjen spindelfotingar. Inga underarter finns listade i Catalogue of Life.